# Luke Cundle
Luke Cundle (Warrington, 26 de abril de 2002) es un futbolista británico que juega en la demarcación de centrocampista en el Millwall F. C. de la EFL Championship.

## Biografía
Tras formarse como futbolista en las categorías inferiores del Wolverhampton Wanderers F. C., finalmente el 25 de septiembre de 2019 debutó con el primer equipo en la Copa de la Liga contra el Reading F. C. Su debut en la Premier League se produjo el 15 de enero de 2022 contra el Southampton F. C. El encuentro finalizó con un resultado de 3-1 tras los goles de Raúl Jiménez, Conor Coady y Adama Traoré para el Wolverhampton Wanderers, y de James Ward-Prowse para el Southampton.
En la temporada 2021-22 disputó cuatro encuentros de la Premier League. Para las dos siguientes fue cedido al Swansea City A. F. C., al Plymouth Argyle F. C. y al Stoke City F. C. Se marchó definitivamente el 31 de enero de 2025 después de ser traspasado al Millwall F. C.

## Clubes
| Club                           | País       | Año       | Partidos | Goles |
| ------------------------------ | ---------- | --------- | -------- | ----- |
| Wolverhampton Wanderers F. C.  | Inglaterra | 2019-2022 | 7        | 0     |
| Swansea City A. F. C. (cedido) | Gales      | 2022-2023 | 34       | 3     |
| Plymouth Argyle F. C. (cedido) | Inglaterra | 2023-2024 | 27       | 5     |
| Stoke City F. C. (cedido)      | Inglaterra | 2024      | 16       | 2     |
| Wolverhampton Wanderers F. C.  | Inglaterra | 2024-2025 | 0        | 0     |
| Millwall F. C.                 | Inglaterra | 2025-     | 18       | 1     |